# Віронія

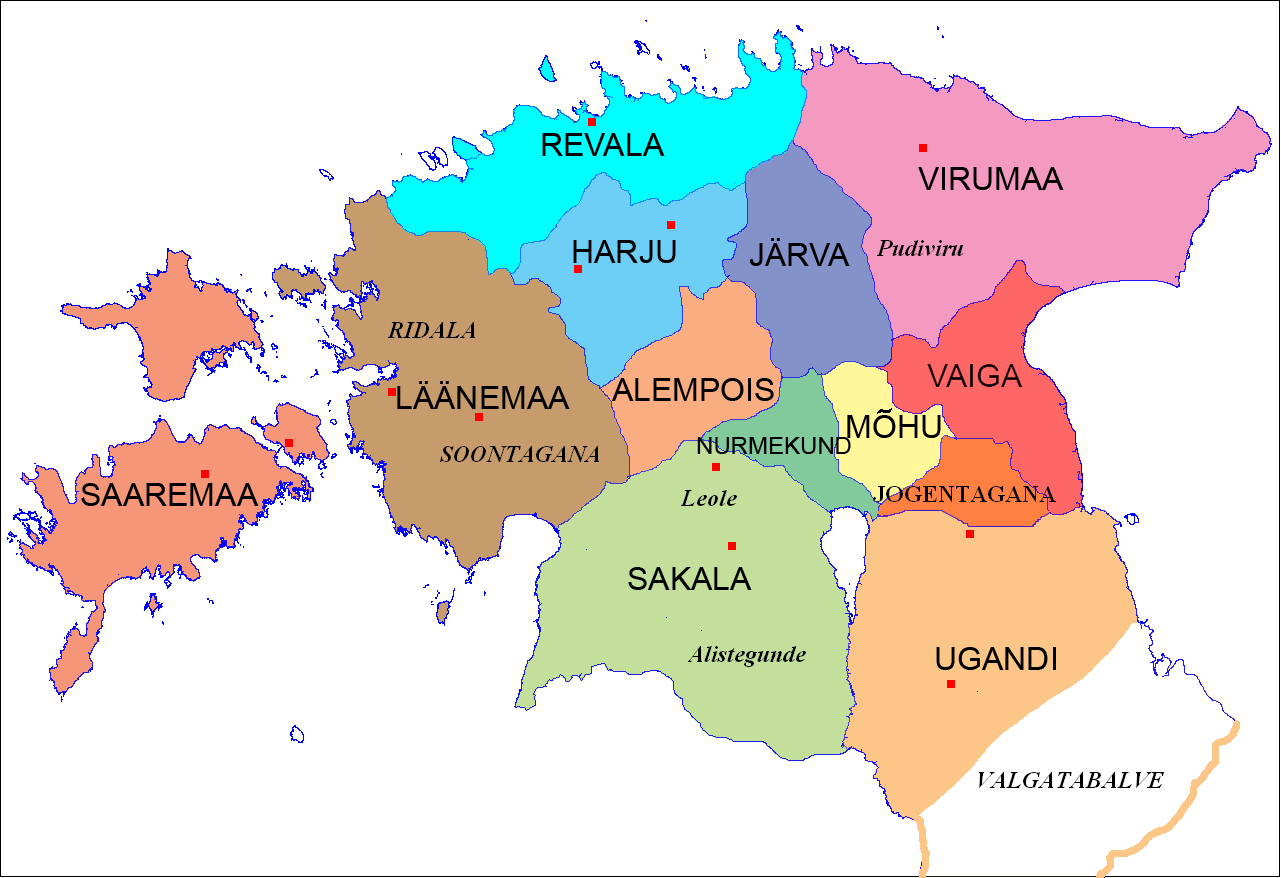
Віронія на карті Естонії

Віро́нія (лат. Vironia) — історичний край на північному сході Естонії. Батьківщина віронів (вірів), одного із середньовічних естонських племен. Розташований на території сучасних естонських повітів Східна Віронія і Західна Віронія. Історичні центри краю — Нарва, Тарванпе (нині Раквере) й Агелінде (нині Анту). У VIII—X ст. страждав від нападів вікінгів. У ХІІІ ст. став об'єктом Північних хрестових походів під проводом німецьких і данських лицарів. Тубільні мешканці сповідували фінське язичництво, але згодом прийняли християнство; вони неодноразово повставали через зловживання Ордену меченосців. Святий престол часто висилав своїх легатів для врегулювання конфліктів між тубільцями і хрестоносцями. 1238 року, згідно зі Стенбійським договором, весь край перейшов під контроль Данської корони, й був розділений на феоди між васалами данського короля. У ХІІІ ст. вірони брали участь у німецько-данських війнах проти Новгороду. У XIV ст. край перетворився на один із повітів Естонії (Естляндії), складовій Лівонської конфедерації. У Російській імперії увійшов до Везенберзького повіту Естляндської губернії.

## Назва
- Віро́нія (лат. Vironia) — історична латинська назва[1], що вживається в українській історіографії[2].
- Вірля́ндія (лат. Virlandia від нім. Wierland, давньоскан. Virland, «земля вірів») — альтернативна латинська назва, що походить від німецької і шведської мов.
- Вірумаа (ест. Virumaa, «Вірська земля») — сучасна естонська назва[3].
- Ві́рія (лат. Viria, Wiria) — альтернативна латинська назва[3].
- Віруй (ст.-укр. Вируй) — в руських літописах.

Від назви провінції походить назва вулиці Віру в Нарві.

## Поділ
- Західна Віронія / Західна Вірляндія / Західна Вірумаа (нім. West-Wierland, ест. Lääne-Virumaa)
- Східна Віронія / Східна Вірляндія / Східна Вірумаа (нім. Ost-Wierland, ест. Ida-Virumaa)

Західна Віронія
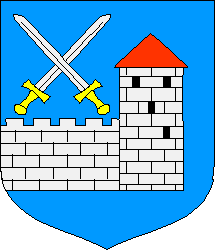
Східна Віронія

### Парафії
Поділялася на 16 парафій (кірхшпілів), або погостів
1. Єве
2. Вайварра
3. Луггенгузен
4. Магольм
5. Везенберг
6. Гальяль
7. Трістер
8. Якобі
9. Мала Маріїнська
10. Каткюль